# Teorema da diferenciação de Lebesgue
Em matemática, o teorema da diferenciação de Lebesgue é um importante resultado da teoria da medida e análise real.

## Enunciado
Seja {\displaystyle E\subseteq \mathbb {R} ^{n}\,} um conjunto mensurável à Lebesgue e {\displaystyle f:E\to \mathbb {R} \,} uma função localmente Lp, ou seja, {\displaystyle f\in L_{loc}^{p}(E)\,}. Então:
{\displaystyle \lim _{r\rightarrow 0^{+}}{\frac {1}{|B(x,r)|}}\int _{B(x,r)}\!|f(y)-f(x)|^{p}\,dy=0.} quase-sempre em {\displaystyle E\,}
Onde, {\displaystyle B(x,r)\,} é a bola de centro {\displaystyle x\,} e raio {\displaystyle r\,}, e {\displaystyle |B(x,r)|\,} é a medida de Lebesgue da bola.